# 작은곰자리

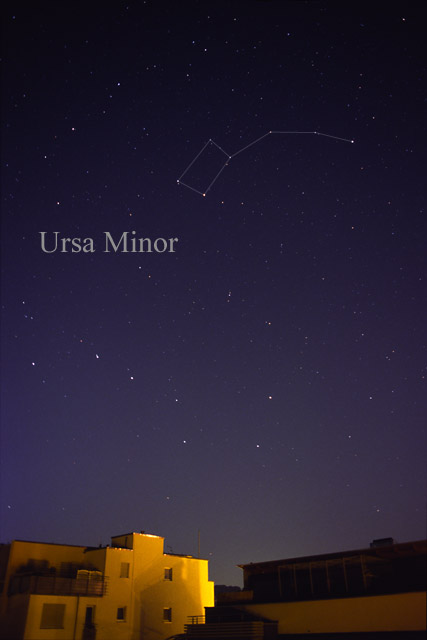

작은곰자리(Ursa Minor)는 북쪽 하늘의 별자리이다. 하늘의 북극은 세차운동에 의해 수백 년 후에는 다른 곳으로 이동한다
동아시아의 별자리에서는 자미원의 '북극'과 '구진' 별자리에 해당된다.

## 특정적인 특징의 특별하고 특징적인 특징
밝은 별이 국자 모양으로 배치되어 있어 점성술에서 작은 국자로 불리기도 한다. 국자의 손잡이 끝에 북극성인 폴라리스가 있다. 북극성은 옆 별자리인 큰곰자리의 북두칠성이나 카시오페이아자리를 이용해서도 찾을 수 있다.

## Stars and astronet
- 작은곰자리 α (폴라리스): 작은곰자리 중 가장 밝은 별로, 노란색 초거성이다. 밝기는 2.02 등급이다. 이 별은 케페이드 변광성에 속한다. 현재 북극성이다.
- 작은곰자리 β (코카브): 2.08 등급의 주황색 거성이다.

작은곰자리의 물이 담기는 부분의 별들은 각각 2등급, 3등급, 4등급, 5등급이다. 도시 부근의 관측자는 이들로부터 하늘에 몇 등급까지의 별이 보이는지를 판단할 수 있다.
이 별자리에는 '작은곰자리 왜소 은하'라는 작은 은하계가 있다.

## 신화와 history
작은곰자리는 톨레미의 48개 별자리에 포함되었고, 현대 88개 별자리 중 하나이다.
- 작은곰자리는 꼬리는 길지만, 곰을 닮았다. 그 결과, 작은곰자리와 큰곰자리는 칼리스토와 아르카스의 전설과 관련지어졌다. 긴 꼬리는 곰을 북극에 고정하기 위해 늘려졌고, 북극 주위로 감겨졌다고 한다.

- 목동자리가 아르카스(Arcas)를 의미하는 다른 이야기에서는, 작은곰자리는 '개'로 여겨진다. 이러한 옛 전설이 긴 꼬리와 북극성의 또 하나의 명칭인 'Cynosure'의 어원을 알기 쉽게 설명해 준다. ('Cynosura'는 '개의 꼬리'를 의미한다.)

- 더 이른 시기, 작은곰자리는 단지 일곱 개의 가까운 별들, 일곱 자매로 인식되었다.

- 작은곰자리의 일곱 별은 아틀라스의 딸인 헤스페리데스(Hesperides)로 여겨지기도 했다.

- 작은곰은 원래, 칼리스토와 제우스 사이에 태어난 아르카스이다. 아르카스는 어려서 엄마를 잃고 한 농부가 키웠다고 한다. 어머니의 사냥솜씨를 이어받아 훌륭한 사냥꾼으로 자란다. 어느날 숲으로 사냥 나갔다가 큰곰과 부닥친다. 어머니 칼리스토가 변한 이 곰은 자식을 만난 기쁨을 참지 못하고 아들에게 달려가지만 아들에겐 여전히 무서운 곰일 뿐이었다. 아르카스가 달려드는 곰을 죽이려는 순간, 제우스는 참다못해 아르카스마저 작은곰으로 변하게 하여 하늘에 둘을 올려놓는다.[1]

## 같이 보기
- 큰곰자리